# Цибульская, Малгожата
Малгожата Цибульска (пол. Małgorzata Cybulska. род. 28 марта 1998 года, Торунь, Польша) — польская наездница и спортивный блогер. Представляла Польшу на летних Олимпийских играх 2020 года и выступала в личном и командном троеборье на своей лошади Ченаро. 

## Биография
Родилась 28 марта 1998 года в городе Торунь. Начала заниматься верховой ездой в 8 лет, а в 10 лет перешла в спортивный клуб. Она участвует в соревнованиях по многоборью (троеборье). В 2015 и 2016 годах она представляла Польшу на чемпионате Европы среди юниоров, а в 2017 и 2018 годах — на чемпионате Европы среди молодёжи.
За свою карьеру она выиграла пять медалей на чемпионате Польши по троеборью в юниорских категориях, в том числе один раз в выездке. В 2019 году ей сделали операцию по поводу диагностированного заболевания межпозвоночных дисков с последующей шестимесячной реабилитацией.
В том же году, будучи самой молодой участницей чемпионата Европы по троеборью среди взрослых в немецком Лумюлене она дебютировала в этой возрастной категории, выиграв индивидуальный квалификационный результат на Олимпийских играх в Токио. В 2021 году ее включили в состав олимпийской сборной Польши на Олимпийские игры в Токио, на которой завоевала 13-е место в соревнованиях по индивидуальному троеборью.
Малгожата Цибульская и Иоанна Павляк также являются первыми женщинами в истории польского троеборья, которые представляли Польшу на Олимпийских играх в стартовом составе. В настоящее время она представляет конный клуб Баборовко.